# Anagrus hirashimai
Anagrus hirashimai är en stekelart som beskrevs av Sahad 1982. Anagrus hirashimai ingår i släktet Anagrus och familjen dvärgsteklar. Inga underarter finns listade i Catalogue of Life.